# Chroneba pallifrons
Chroneba pallifrons är en insektsart som beskrevs av Stsl 1859. Chroneba pallifrons ingår i släktet Chroneba och familjen vedstritar.
Artens utbredningsområde är Sri Lanka. Inga underarter finns listade i Catalogue of Life.